# Mường Thín
Mường Thín là một xã thuộc huyện Tuần Giáo, tỉnh Điện Biên, Việt Nam.

## Địa lý
Xã Mường Thín nằm cách trung tâm huyện Tuần Giáo 17 km, có vị trí địa lý:
- Phía đông giáp thị trấn Tuần Giáo và các xã Quài Cang, Quài Nưa
- Phía tây giáp xã Mường Khong
- Phía nam giáp xã Nà Sáy
- Phía bắc giáp xã Mường Mùn và xã Mùn Chung.

Xã Mường Thín có diện tích 61,17 km², dân số năm 2022 là 2.976 người, mật độ dân số đạt 48 người/km².

## Hành chính
Xã Mường Thín được chia thành 8 bản: Đông Liếng, Đông Thấp, Muông, Hốc Chứn, Thẳm Xả, Thín A, Thín B, Yên.

## Lịch sử
Ngày 6 tháng 12 năm 2019, HĐND tỉnh Điện Biên ban hành Nghị quyết số 148/NQ-HĐND về việc:
- Thành lập bản Hốc Chứn trên cơ sở Bản Hốc và Bản Chứn.
- Sáp nhập bản Khai Hoang vào Bản Muông.
- Thành lập bản Đông Liếng trên cơ sở bản Đông Cao và Bản Liếng.